# Charlotte Salomon
Charlotte Salomon (ur. 16 kwietnia 1917 w Berlinie, zm. 10 października 1943 w KL Auschwitz) – niemiecka malarka akwarelistka żydowskiego pochodzenia, znana głównie z serii 769 autobiograficznych obrazów zatytułowanych Życie? Czy teatr?, powstałych w latach 1941–1943.

## Życiorys

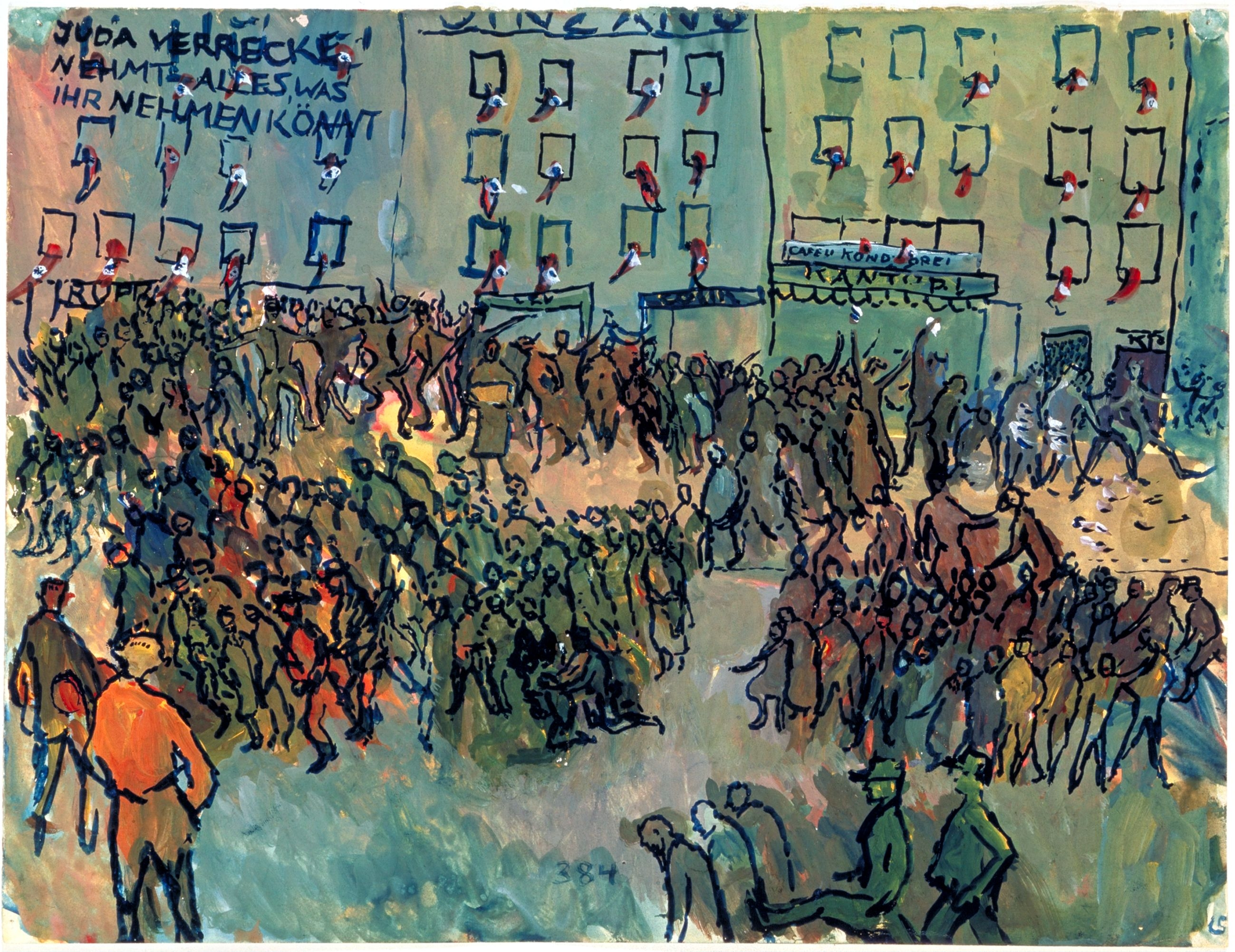
Kristallnacht

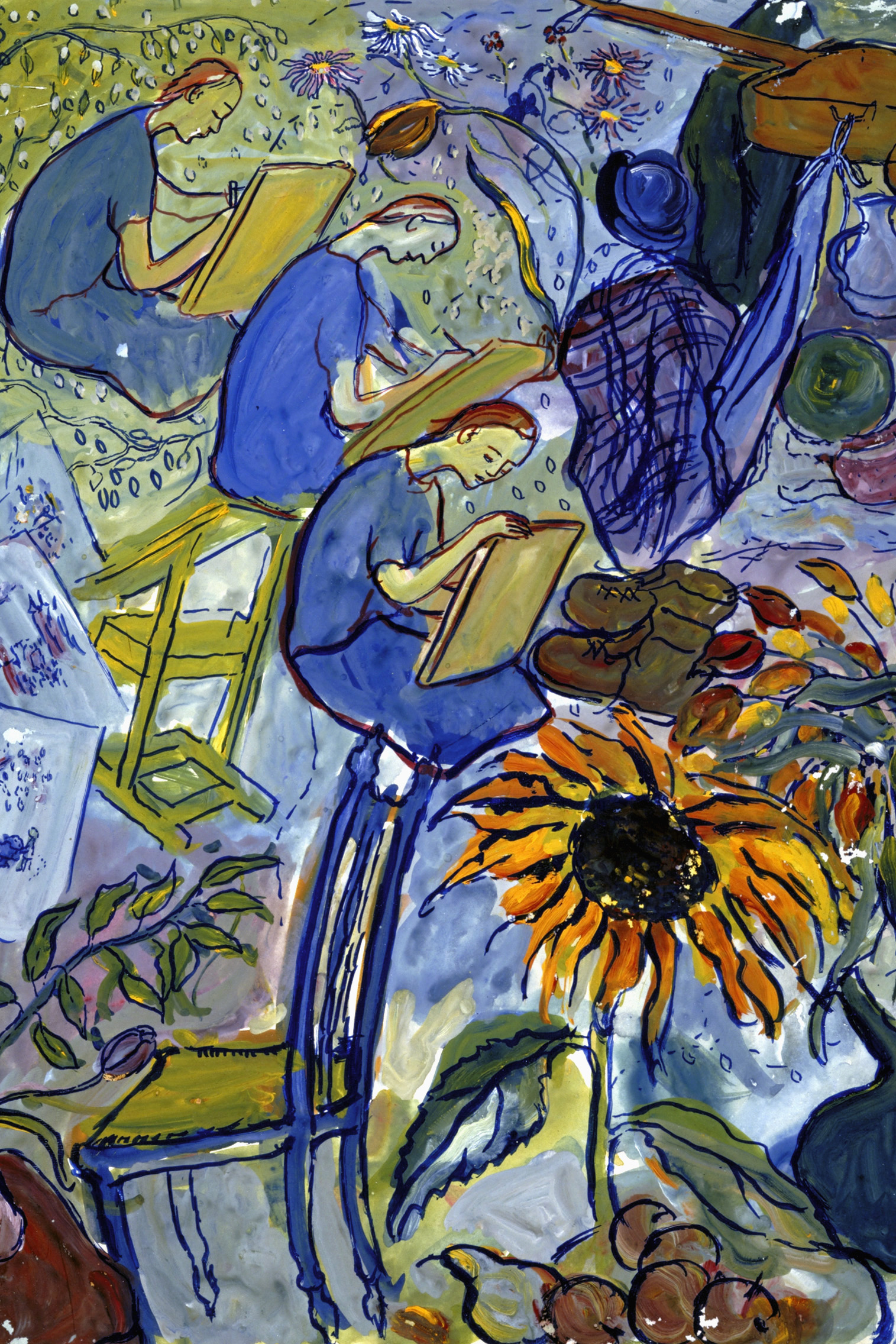
Gwasz Charlotte Salomon – jeden z obrazów z cyklu Życie? Czy teatr?

Charlotte Salomon pochodziła z zamożnej rodziny żydowskiej; jej ojciec, Albert Salomon, był chirurgiem. Gdy Salomon miała dziewięć lat jej matka popełniła samobójstwo. Uczęszczała do gimnazjum Sophie-Charlotte-Gymnasium przy Sybelstraße. W 1936 roku dostała się do Wyższej Szkoły Państwowej Sztuk Pięknych, gdzie studiowała malarstwo. W 1938 roku sytuacja polityczna w Niemczech i coraz gorsza sytuacja Żydów zmusiła ją i jej rodzinę do wyjazdu do francuskiej miejscowości Villefranche-sur-Mer, położonej niedaleko Nicei. Po wybuchu wojny Charlotte wraz z dziadkiem byli internowani w obozie w Gurs w Pirenejach.
W 1941 roku powróciła do Nicei, gdzie rozpoczęła pracę nad cyklem autobiograficznych obrazów Życie? Czy teatr?. Wykonała ponad tysiąc gwaszy; do scen opowiadających jej życie oraz wydarzenia z życia w okupowanej Francji dodawała podpisy oraz notatki na temat odpowiedniej muzyki mającej nadać odpowiednią oprawę i dramatyzm. W 1943 roku wyszła za mąż za innego żydowskiego uchodźcę, Alexandera Naglera. W obawie przed hitlerowcami swoje prace przekazała zaufanym przyjaciołom. W październiku 1943 roku została schwytana przez Niemców i wywieziona do Auschwitz-Birkenau. Była w piątym miesiącu ciąży. 10 października 1943 roku zginęła w komorze gazowej.

## Twórczość
Obrazy Charlotte Salomon tworzące cykl Życie? Czy teatr? po raz pierwszy były wystawiane w latach 60.; pierwszy album z reprodukcjami 80 obrazów Charlotte: pamiętnik w obrazach został wydany w 1963 roku. W 1971 roku kolekcja jej dzieł została umieszczona w Joods Historisch Museum w Amsterdamie. W 1981 roku muzeum zaprezentowało 250 obrazów w kolejności narracji; w 1998 roku jej prace zostały pokazane w Akademii Królewskiej w Londynie. Prace Salomon są nadal mało znane i nie pojawiają się na rynku sztuki, jej dzieła należą do fundacji Charlotte Salomon z siedzibą w Muzeum Joods Historisch.

## Charlotte Salomon w kulturze
W 2014 roku, w Polsce została wydana biografia Charlotte Salomon, Charlotte, autorstwa Davida Foenkinosa, która otrzymała nagrodę Goncourtów: Polski Wybór 2014.
W 1992 roku jej imię przybrała jedna z berlińskich szkół podstawowych; od 2006 roku jedna z ulic w Berlinie-Rummelsburg nazwana została jej nazwiskiem. 21 kwietnia 2012 roku odsłonięto tablicę pamiątkową przed jej dawnym domem w Berlinie-Charlottenburg, Wielandstraße 15.
W Państwowym Muzeum Auschwitz-Birkenau znajduje się wystawa prac Charlotte Salmon zatytułowana Leben? Oder Theater? Charlotte Salomon 1917–1943.